# Bogdan Despescu
Bogdan Despescu (n. 8 iunie 1972, Nehoiu) este un chestor de poliție român. În 1995, a absolvit cursurile Academiei de Poliție „Alexandru Ioan Cuza”, ulterior ocupând funcții în cadrul Inspectoratelor de Poliție din județele Prahova, Constanța și Buzău. Pe 10 decembrie 2015, a fost numit Șef al Poliției Române. Este căsătorit și are un copil.
Acum este secretar de stat și chestor general de poliție în cadrul Ministerului Afacerilor Interne.
De când a ajuns pe funcția de secretar de stat, a avansat în mod fulminant în grad, prin obținerea gradului de chestor general.

## Legături externe
- Ultimele știri din presa românească despre „Bogdan Despescu” la Newskeeper